# Ленкоранский уезд
Ленкоранский (изначально Талышинский) уезд — административная единица в составе Каспийской области, Шемахинской губернии, Бакинской губернии и Азербайджанской ССР. Центр — город Ленкорань.

## История
Ленкоранский (Талышинский) уезд был образован в 1840 году в составе Каспийской области. В 1846 году отнесён к Шемахинской губернии, в 1859 — к Бакинской. В 1920 году Ленкоранский уезд стал частью Азербайджанской ССР.
После окончания русско-персидской войны 1826—1828 годов земли Талышского ханства севернее реки Астара вошли в состав России. В соответствии с предписанием главноуправляющего в Грузии генерала И. Ф. Паскевича от 2 мая 1828 года было учреждено «Временное Талышинское правление» под управлением председателя (управляющего), назначавшегося из русских военных чинов.
«Временное Талышинское правление» начало функционировать с 26 июля 1828 года. До 1831 года включительно оно подчинялось непосредственно главноуправляющему в Грузии. Но после подавления восстания в марте 1831 года приверженцев Мир-Гасан хана это «правление» было передано в ведение военно-окружного начальника мусульманских провинций Закавказья в городе Шуше (так называемый Управляющий мусульманскими провинциями и Талышинским ханством).
А на основании «Учреждения для управления Закавказским краем» от 10 апреля 1840 года «Временное Талышинское правление» было упразднено. На территории Закавказья в тот же период была образована Каспийская область, состоявшая из 7 уездов, одним из которых стал Талышинский уезд.
Наконец, в 1846 году на основании «Положения о разделении Закавказского края» от 14 декабря 1845 года Талышинский уезд был переименован в Ленкоранский и вошёл в состав новообразованной Шемахинской (с 1859 года — Бакинской) губернии Российской империи.
Упразднён в 1929 году.

## Население
По карте Кавказского края составленной Генеральным штабом Отдельного Кавказского Корпуса в 1842 году население Талышинского уезда составляет 34 265 чел. (34 140 — мусульман, 125 — христиан).
По данным Зейдлица, относящимся к 1859-1864 годам, талышей в Ленкоранском уезде было 34 444 чел. обоего пола.
Согласно «Своду статистических данных о населении Закавказского края» от 1886 года население Ленкоранского уезда составляло 109 340 чел.
Согласно ЭСБЕ в 1891 году население уезда составляло 125 895 чел.
В дальнейших статистических материалах наблюдается странное явление: количество талышей убывает. По данным первой всеобщей переписи населения Российской империи 1897 года в уезде проживало 130 987 чел. В уездном городе Ленкорани — 8 733 чел.
Изданный в 1914 г. Бакинско-Дагестанским Управлением земледелия и госуд. имуществ «Очерк сельского и лесного хозяйства Ленкоранского уезда» определяет количество талышей в уезде — 77 066 душ обоего пола, тюрок же всего 63 060 чел.
По данным сельскохозяйственной переписи Азербайджана 1921 г. талышей в селениях того же уезда указывается 66 206 чел. (34 382 м и 31 824 ж.), тогда как азербайджанских тюрок насчитывается в уезде 78 380 чел.
По переписи 1926 года численность населения уезда составляла 208 479 чел.
| Год  | Всего, чел. | Татары (азербайджанцы) | Талыши               | Великорусы (русские), малорусы (украинцы), белорусы | Армяне           | Евреи            | Поляки       | Мордовы      | Немцы        | Персы       | Турки       | Таты        | Грузины     | Аваро-андийские народы | Греки      | Лезгинские народы | Литовцы     | Шведы       | Остальные |
| ---- | ----------- | ---------------------- | -------------------- | --------------------------------------------------- | ---------------- | ---------------- | ------------ | ------------ | ------------ | ----------- | ----------- | ----------- | ----------- | ---------------------- | ---------- | ----------------- | ----------- | ----------- | --------- |
| 1886 | 109 340     | 50 887 чел. (46,5 %)   | 50 510 чел. (46,2 %) | 7 634 чел. (6,9 %)                                  | 273 чел. (0,2 %) | 36 чел. (0,03 %) | ---          | ---          | --           | ---         | ---         | ---         | --          | --                     | ---        |                   | ---         | ---         | --        |
| 1891 | 125 895     | 58 541 (46,5 %)        | 58 163 (46,2 %)      | 8 687 (6,9 %)                                       | 252 (0,2 %)      | ---              | ---          | ---          | --           | ---         | ---         | --          | ---         | --                     | --         |                   | ---         | ---         | --        |
| 1897 | 130 987     | 84 725 (64,68 %)       | 34 991 (26,71 %)     | 9 728 (7,43 %)                                      | 483 (0,37 %)     | 207 (0,16 %)     | 205 (0,16 %) | 169 (0,13 %) | 132 (0,01 %) | 89 (0,07 %) | 82 (0,06 %) | 74 (0,06 %) | 17 (0,01 %) | 14 (0,01 %)            | 9 (0,01 %) | 5 (<0,01 %)       | 2 (<0,01 %) | 50 (0,04 %) |           |

## География
Энциклопедический словарь Брокгауза и Ефрона 1891 года сообщает, что в отношении рельефа и природы Ленкоранский уезд может быть разделен на три части: степную, береговую и нагорную.
Степная часть, занимая северную оконечность уезда, представляет знойную в течение лета, безлесную, маловодную и пустынную степь, которая в наименее населенной части, на северо-запад, оживляется лишь в зимнее время, когда сюда пригоняются для пастьбы стада; остальное пространство, будучи расположено ближе к морю, пользуется ещё менее благоприятными условиями. Летом, когда речки пересыхают, чувствуется сильный недостаток в воде, между тем как весной и осенью вследствие дождей и разлива рек застаивающаяся вода затопляет посевы, образует болота, что вызывает лихорадки и другие заболевания.
Береговая часть Ленкоранского уезда представляет узкую (5—32 км.) и длинную (до 106 км.) низменную полосу, лежащую между Каспийским морем на восток и передовыми отрогами нагорной области уезда на запад. На севере береговая полоса незаметно переходит в степь, на юге же покрыта богатой лесной или кустарниковой растительностью. Район этот изобилует водой, образующей характерные для него «морца», «истили» и болота, и орошен нижними течениями речек, стекающих с гор. Морцом называется скопление пресной воды с неясными береговыми очертаниями, по краям оно имеет вид болота, но посередине глубина морца достигает иногда нескольких метров. В морца обыкновенно впадают реки, стекающие с гор (за исключением реки Ленкоран-чай); морца, по-видимому, представляют заливы, отделенные от моря косами и опресненные разливами рек и речек. «Истиль» представляет обнесенное валом низменное место, где скопляется весной во время дождей (частью напускается из рек) и сохраняется вода, выпускаемая затем, по мере надобности, на рисовые поля. Климат береговой полосы жаркий и нездоровый (лихорадки).
Нагорный район Ленкоранского уезда самый обширный из всех, представляет сильно развитый восточный склон Талышинского хребта, гребень которого (около 1 800 м.) проходит на границе с Персией и отдельными вершинами поднимается до 2 400 км. Отроги гор, понижающиеся к востоку по направлению к морю, покрыты густой лесной растительностью, богатство которой увеличивается по мере уменьшения высоты над уровнем моря: исключение составляет лишь область на юго-западе района, где на границе с Персией горы Зуванда безлесны и покрыты горными пастбищами. Климат этой части по причине её рельефа весьма разнообразен; низкие предгорья, прилегающие к береговой полосе, по климатическим условиям совершенно сходны с последней, между тем как высокие хребты на персидской границе отличаются суровой продолжительной зимой и коротким прохладным летом. Небольшие реки и речки, орошающие уезд, берут начало на склонах Талышинских гор и впадают частью в море (Виляш-чай, Ленкоран-чай и пр.), частью же в морца; степные речки в северной степной части уезда нередко летом пересыхают и заканчиваются в степных озёрах.

## Флора и фауна
В отношении растительности представляет самостоятельную область Закавказья: по роскошному развитию кустарной и древесной флоры средняя и в особенности южная часть уезда (Талыш) напоминает западное Закавказье, с той лишь разницей, что здесь нет вечнозеленого подлеска и хвойных. Зато в уезде наблюдаются новые формы (Quercus castaneaefolia, Parrotia persica, Acacia Julibrissin, Gleditschia caspica, Alnus cordifolia и пр.), встречающиеся только в соседних прикаспийских провинциях Персии. В отношении фауны уезд также представляет особенности: в южной части его водится тигр, которого нет в других местностях Закавказья.

## Сельское хозяйство и экономика
На 1891 год Энциклопедический словарь Брокгауза и Ефрона сообщает, что хлебопашество (пшеница, ячмень, просо) развито в степной и средней части нагорной полосы, производство риса (ленкоранский рис акуля — лучший в Закавказье), садоводство и шелководство — в береговой полосе. Скотоводство имеет большое значение в высоких частях нагорной области уезда и в северо-западной части степной окраины, где разведение полевых растений вследствие безводья невозможно и где живёт кочевое татарское население. Часть населения переходит с своим скотом на зимние месяцы в Джеватский уезд. Табаководство развито слабо. Плоды (яблоки, груши, сливы, абрикосы, айва, фиговое дерево, гранаты, орехи) не отличаются хорошими качествами. Виноделием занимаются исключительно русские сектантские селения, получающие до 15 000 ведер вина. Разводится только один сорт винограда — изабелла, дающий слабое и кислое вино. В 1892 г. в уезде насчитывалось: лошадей — 16 836, ослов и мулов — 611, рогат. скота — 24 064 гол., буйволов — 5375, овец — 74 840, коз — 5 206, свиней — 359 и верблюдов — 1 279. Из рогатого скота русскими поселенцами разводится русский скот, стоящий по удойливости выше местной породы, а туземцами — обыкновенный малорослый татарский и горбатый зебу (в южной и более возвышенной части уезда); в прибрежной полосе держат преимущественно буйволов. Продукты скотоводства потребляются на месте; шерсть служит для производства простых ковров и других шерстяных изделий. Промышленности, кроме кустарной, почти не существует. Наиболее оживленный торговый пункт — Астаринская карантинная таможенная застава на персидской границе. В 1892 г. привоз составил 567 000 пд. (на 1 446 763 р.), в том числе фруктов 482 836 пд. и 29 039 пд. миндаля и фисташек. Вывоз составил 272 000 пд. (на 832 894 рубля), в том числе хлеб, соль, железо, нефть, керосин, мануф. изделия.

## Административное деление
В 1913 году в уезд входило 65 сельских обществ и 9 кочевьев:
| - Алвадынское — с. Алвады, - Андреевское — с. Андреевка, - Аркеванское — с. Аркеван, - Арусское — с. Арус, - Арчеванское — с. Арчеван, - Астраханское — с. Астраханка, - Бадаланское — с. Бадалан, - Бамбашинское — с. Бамбаши, - Биабанинское — с. Вазазамин, - Боладынское — с. Болады, - Болгаринское — с. Шагурли, - Борадиганское — с. Борадига, - Бутасарское — с. Бутасар, - Вельское — с. Вель, - Веранульское — с. Верануль, - Веринское — с. Веры, - Гамашаринское — с. Асселлу, | - Геок-Тапинское — с. Гамара-Кишлаг, - Герматугское — с. Герматуг, - Гирданинское — с. Суватыгама, - Говеринское — с. Говери, - Гусейн-Аджалинское — с. Гусейн-Аджалу, - Джангамиранское — с. Джангамиран, - Джараллинское — с. Джаралли, - Дурганское — с. Дурган, - Дыгинское — с. Дыга, - Гасымлынский — с. Гасымлы - Едзы-Ойманинское — с. Едзы-Ойман, - Зенонинское — с. Зеноны, - Инчинское — с. Ханаги, - Ичаринское — с. Ичара, - Кадырлинское — с. Качаклы-Кадырлы, - Караярское — с. Алиабад, - Каргалажинское — с. Шаголакюдажа, | - Кизилаварское — с. Кизилавар, - Кизил-Агачское — с. Кизил-Агач, - Кильвязское — с. Кильвяза, - Куръядинское — с. Куръяды, - Люлякеранское — с. Люлякеран, - Махмудлинское — с. Махмудлы, - Махмуд-Аварское — с. Махмуд-Авар, - Мистанское — с. Мистан, - Мианкунское — с. Молоджи, - Мусакуджинское — с. Мусакуджа, - Николаевское — с. Николаевское, - Ново-Гольское — с. Новоголька, - Орантское — с. Орант, - Ордугальское — с. Ордугал, - Парнаимское — с. Гендоб, - Пештасарское — с. Пештасар, | - Православное — с. Православное, - Приволинское — с. Привольное, - Пришибинское — с. Пришиб, - Перебедильское — с. Перебедиль, - Разановское — с. Разаново, - Рудаканарутское — с. Рудаканарут, - Сейдакеранское — с. Сейлов, - Сефадарское — с. Сефадар, - Сигдашское — с. Сигдаш, - Соринское — с. Сори, - Тангерудское — с. Тангеруд, - Теклинское — с. Текля, - Шангадуланское — с. Шангадулан, - Шилявангинское — с. Шиляванга, - Шиляварское — с. Шилявар, - Шихакеранское — с. Шихакеран, |

Кочевья:
- Аларское — коч. Алар,
- Массалинское — с. Массали,
- Панавандское — с. Панаванд,
- Перембельское 1-е — коч. Перембель 1-й,
- Перембельское 2-е — коч. Перембель 2-й,
- Ревинское — с. Рва,
- Саграт-Абадское — с. Саграт-Абад,
- Хамиравинское — с. Хамирава,
- Чахирлинское — с. Чахирлы.

В 1926 году уезд делился на 13 участков: Астаринский, Астраханбазарский, Борадигинский, Бутасарский (центр — с. Пенсар), Веравульский, Вергедузский, Кызыл-Агачский, Лерикский, Мамед-Рзалинский, Массалинский, Мистанский, Пришибинский, Шурукский.